# Musée Charles-Portal
Le musée Charles Portal, classé musée de France, est le musée d'Art, d’Histoire et de Patrimoine du pays cordais.

## Historique

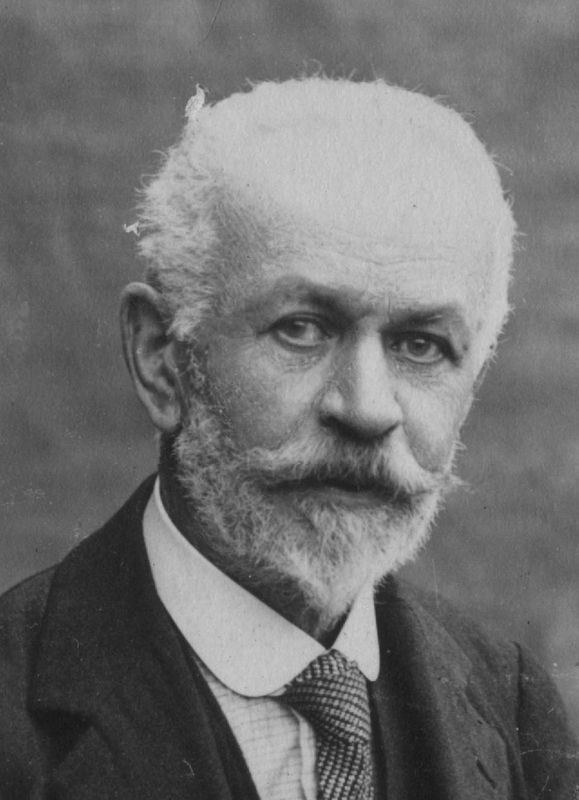
Charles Portal, initiateur du projet de musée.

L'association des amis du Vieux Cordes a été créée par Charles Portal, archiviste passionné d'histoire et enfant du pays (mère et grand-mère paternelle cordaises). Il avait fondé l'association pour que les portes médiévales de la ville soient conservées. Les Amis du vieux Cordes ont ainsi acheté les 4 portes de la ville haute de Cordes.
En 1934, la mairie accepte de mettre à disposition de l'association une salle pour conserver et présenter des objets anciens caractéristiques de la ville, de son architecture, de la vie des habitants. Avec l'apport d'objets donnés par les Cordais le musée doit déménager au Portail Peint. Puis avec les objets provenant de fouilles (Abbé Bessou, Meunier, notamment), dans les années 60 à 80, des nouvelles salles sont ouvertes mais le musée se retrouve une nouvelle fois à l'étroit.
En 2008, on déménage à la Porte des Ormeaux où le musée se trouve actuellement.
Un projet de restauration des bâtiments pour les rendre mieux adaptés à leur rôle, embellir leur aspect extérieur et consolider des éléments fragiles. Le nom de ce projet est « centre d'interprétation du patrimoine ».

## Emplacement actuel

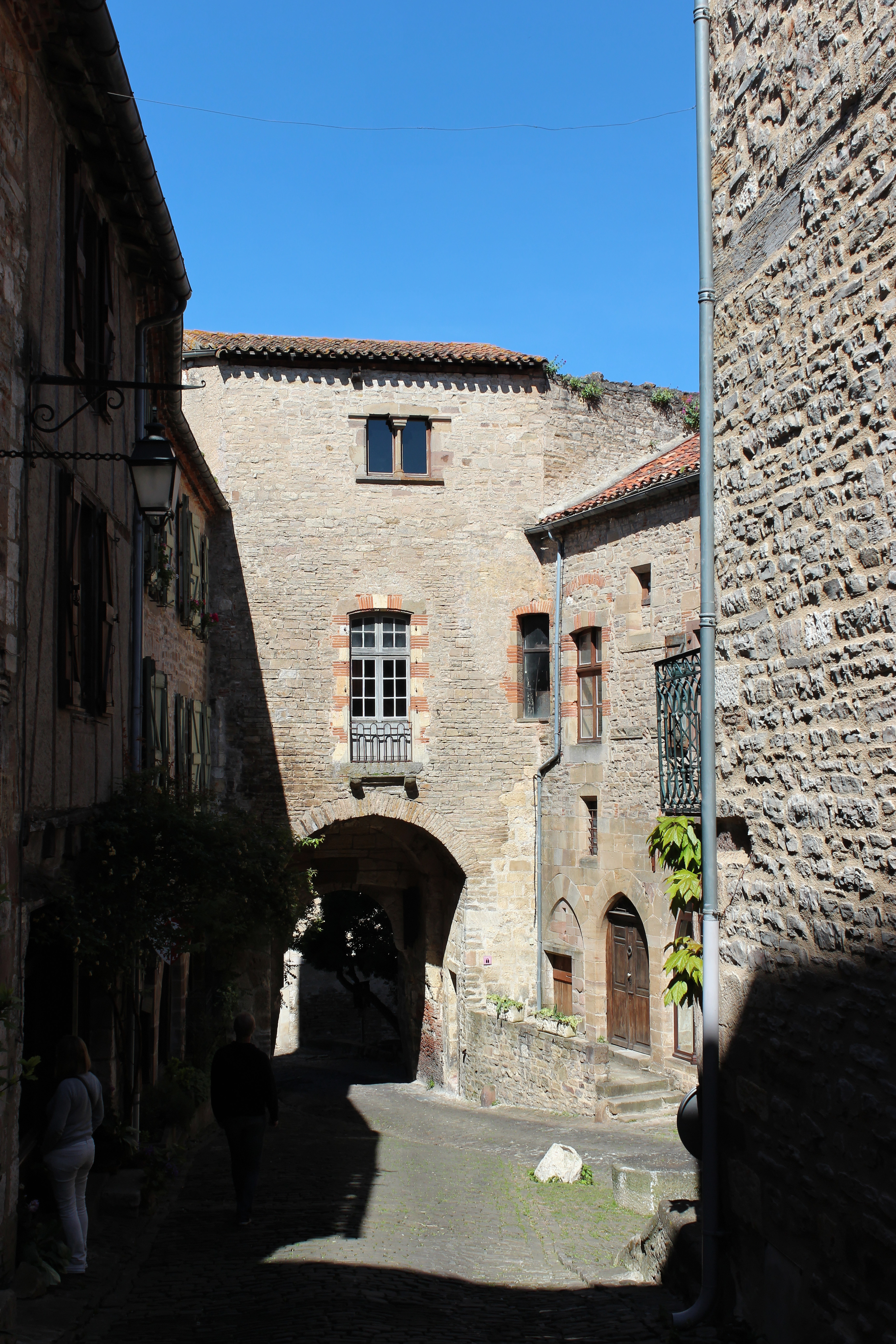
Porte des Ormeaux.

Le musée occupe un site classé, la porte des Ormeaux, porte fortifiée de la première enceinte de la ville, site classé aux monuments historiques et la maison Fabre mitoyenne appuyée à la courtine, rare vestige d'un rempart médieval à 3 fausses tours dans le midi de la France. Ces lieux chargés d'histoire sont en soi déjà un sujet suffisant pour servir de support à un musée, mais une collection d'objets anciens est aussi visible.
La porte des Ormeaux appartient aujourd'hui à l'enceinte intérieure construite lors de la décision de créer une bastide à Cordes-sur-Ciel. La cité est, dit-on, bâtie en 7 ans entre 1222, date de fondation de la ville par le comte de Toulouse Raymond VII, et 1229, date du traité de Meaux-Paris. Dans les termes du texte, Cordes est signalée comme une des villes fortes de l'Albigeois. Il est possible que le roi de France nouveau "propriétaire" de la cité ait voulu marquer sa puissance en construisant la Porte des Ormeaux et la courtine festonnée adjacente qui sont plutôt de style des constructions royales ou même Plantagenets. La maison Fabre fait partie des maisons à arcades en ogive de la fin XIIIe siècle début XIVe siècle qui ont valu à Cordes son surnom de la « cité aux cent ogives » pour sa grande proportion d'édifices civils gothiques.